# Aashiqui
Aashiqui er en indisk film fra 1990 af Mahesh Bhatt.

## Medvirkende
- Rahul Roy som Rahul Roy
- Anu Aggarwal som Anu Verghese
- Deepak Tijori som Balu
- Avtar Gill som Deshpande
- Tom Alter som Arnie Campbell
- Reema Lagoo
- Homi Wadia som Padamsee